# Urszula Hus
Urszula Hus (ur. 22 listopada 1941) – polska działaczka państwowa i samorządowa, pedagog, w latach 1984–1990 przewodnicząca Prezydium WRN w Chełmie.

## Życiorys
Córka Stefana. Ukończyła I Liceum Ogólnokształcące w Krasnymstawie oraz studia magisterskie. Pracowała jako nauczycielka i pedagog, wykładała także w Instytucie Psychologii Uniwersytetu Marii Curie-Skłodowskiej w Lublinie. W 1978 wybrana do Miejskiej Rady Narodowej w Krasnymstawie. Od 1984 do 1990 zajmowała stanowisko przewodniczącej Prezydium Wojewódzkiej Rady Narodowej w Chełmie. Należała do Ochotniczej Rezerwy Milicji Obywatelskiej. W 1989 kandydowała jako bezpartyjna do Senatu RP w okręgu nr 16, zajęła drugie miejsce na czterech kandydatów i przegrała z Eugeniuszem Ujasem. W III RP zajęła się działalnością samorządową w ramach klubu Porozumienie Ziemi Krasnostawskiej, została jego sekretarzem. Bez powodzenia kandydowała do rady miejskiej Krasnegostawu w 2002 i 2006. W późniejszych latach była inicjatorką powołania w Krasnymstawie filii Lubelskiego Uniwersytetu Trzeciego Wieku i szefową jego rady programowej. Objęła też funkcję przewodniczącej krasnostawskiej rady seniorów.

## Odznaczenia
Odznaczona m.in. Krzyżem Kawalerskim Orderu Odrodzenia Polski oraz Medalem Komisji Edukacji Narodowej (2000). W 2011 wyróżniona Złotym Karpiem, nagrodą za działalność społeczną na rzecz Krasnegostawu.